# Centralne Muzeum Jeńców Wojennych
Centralne Muzeum Jeńców Wojennych – muzeum założone w roku 1964 w Łambinowicach (niem. Lamsdorf) w celu dokumentowania i badania losów jeńców wojennych w czasie II wojny światowej, zabezpieczenia pozostałości po obozach jenieckich, które funkcjonowały w Lamsdorf w czasie wojny francusko-pruskiej, pierwszej oraz II wojny światowej i upamiętnienia zmarłych tam osób. Pierwotnie jako oddział Muzeum Śląska Opolskiego w Opolu w 1965 stało się samodzielnym Muzeum Martyrologii Jeńców Wojennych w Łambinowicach (od 1973 Muzeum Martyrologii i Walki Jeńców Wojennych w Łambinowicach, od 1984 obecna nazwa).

## Działalność

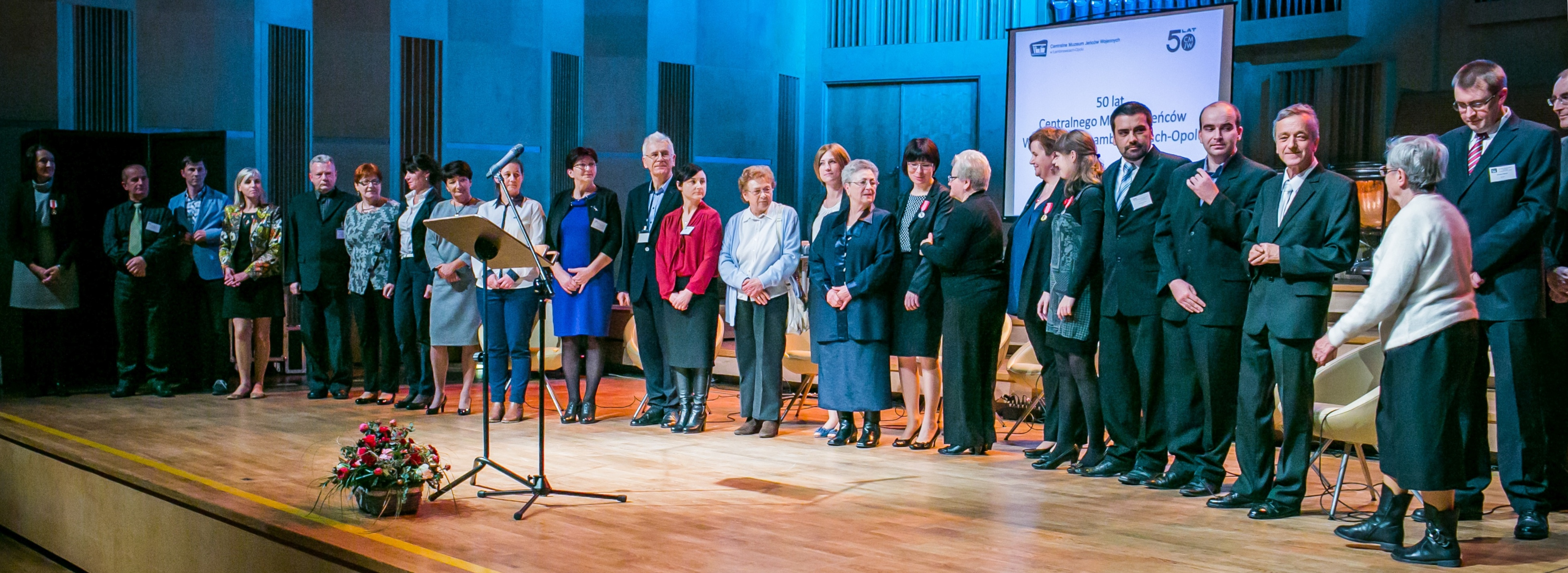
Zespół pracowników CMJW podczas jubileuszu 50-lecia Muzeum, 2015 r.

Muzeum jest wojewódzką instytucją kultury, zajmującą się problematyką jeniecką, w tym przede wszystkim niemieckim i radzieckim systemem jenieckim, a także niektórymi zagadnieniami z zakresu II wojny światowej oraz najnowszej historii Polski. Prowadzi działalność naukowo-badawczą, dokumentacyjną, wydawniczą, edukacyjną, wystawienniczą, upamiętniającą i konserwatorską.
W dniach 19–20 listopada 2015 roku Muzeum uroczyście obchodziło 50-lecie działalności. Z tej okazji otwarto jubileuszową wystawę „51/50”, odbyła się też międzynarodowa konferencja naukowa w Łambinowicach („70 lat po wojnie. Niemiecki i radziecki system jeniecki w badaniach naukowych”) i panel dyskusyjny w Opolu („Co dalej? Muzea martyrologiczne w 70 lat po wojnie”), a także koncert w Filharmonii Opolskiej, na którym znalazło się wykonanie „Kwartetu na Koniec Czasu” – utworu skomponowanego w 1940 roku przez francuskiego kompozytora Oliviera Messiaena podczas jego pobytu jako jeńca wojennego – w obozie Stalag VIII A w Görlitz (Zgorzelcu). Przy tej okazji muzeum zostało odznaczone Złotym Medalem „Zasłużony Kulturze Gloria Artis”.

## Siedziby

### Opole
W budynku przy ul. Minorytów 3 mieści się dyrekcja muzeum oraz działy: Naukowy, Archiwum, Sekcja Komunikacji i Wizerunku, Biblioteka, Administracja oraz Finansowo-Księgowy. Prezentowane są tu wystawy czasowe oraz wystawa stała pt. „Miejsce Pamięci Narodowej w Łambinowicach – dziedzictwo regionalne, narodowe, europejskie”.
Ulica Minorytów w Opolu znajduje się pomiędzy starym korytem Odry (Młynówką) a klasztorem minorytów (Zakonu Braci Mniejszych). Na pokazującej ten fragment miasta litografii, datowanej na rok 1680, na miejscu dzisiejszego muzeum widnieje niezabudowany plac, a jedynie w pobliżu mostu prowadzącego do opolskiego zamku widoczny jest jeden budynek. Nakreślona ponad pół wieku mapa pokazuje w tym miejscu Malzgasse (albo Malz Gasse), czyli „Zaułek Słodowy”, przy którym znajdowały się dwie słodownie oraz zlokalizowany pomiędzy nimi dom; nie można wszakże jednoznacznie stwierdzić, który z tych budynków znajdował się w miejscu dzisiejszego Muzeum.
30 maja 1739 roku wielki pożar strawił 2/3 zabudowy Opola, w tym kościół i klasztor minorytów oraz zabudowania Malzgasse. Po odbudowie, kilkadziesiąt lat później (pod koniec XVIII wieku), znajdowały się tu domy komunalne oraz jedna słodownia z przylegającym do niej miejskim aresztem. Później areszt zajął także budynek słodowni i funkcjonował tu do roku 1933. Niemieckie słowo oznaczające m.in. dyby lub (potocznie) więzienie, „kozę” (Stock) dało nazwę określeniu używanemu zarówno wobec samego budynku (Stockhaus), jak i od końca XIX w. zaułkowi (Stock Gasse, czasem jako „ulica” – Stockstraße). Po roku 1933 areszt miejski przekształcono w areszt Geheime Staatspolizei (Gestapo), i takie właśnie przeznaczenie miał ten budynek do końca II wojny światowej w 1945 roku.
Po wojnie uliczce nadano pierwotnie nazwę Staromiejskiej, ale w 1947 przemianowano ją na ul. Minorytów. W budynku dawnej słodowni i aresztu znajdowały się m.in. siedziba Ochotniczej Rezerwy Milicji Obywatelskiej (ORMO), Związku Bojowników o Wolność i Demokrację (ZBoWiD) i Zieleni Miejskiej, a od dnia przekazania obiektu – 21 marca 1984 – przez prezydenta Opola na potrzeby Muzeum mieści się tu jego dyrekcja. W następnym roku rozpoczął się gruntowny remont budynku, podczas którego dodano doń jedną kondygnację. 17 marca 1989 obiekt oddano do eksploatacji, a dwa lata później wpisano go do Rejestru Zabytków Województwa Opolskiego. W latach 1995–1998 przeprowadzono rozbudowę w części posesji przylegającej bezpośrednio do ulicy, zyskując dla opolskiej siedziby muzeum powierzchnię wystawienniczą. Ostatnia rozbudowa przeprowadzona została w latach 2009–2010: obydwa budynki Muzeum połączone zostały od strony Młynówki nową galerią.

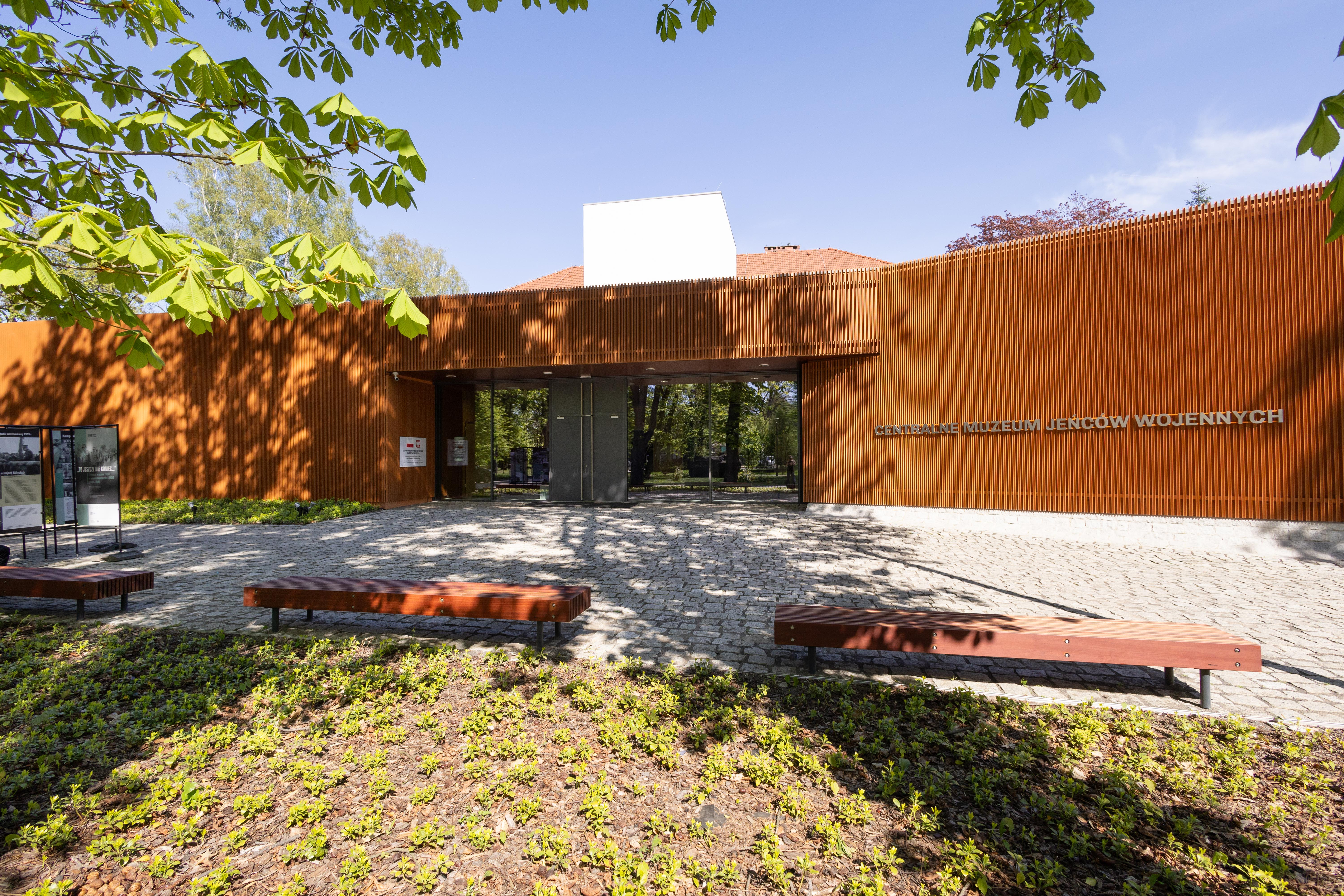
Budynek Muzeum w Łambinowicach

### Łambinowice
W zaadaptowanej na cele muzealne byłej komendanturze Wehrmachtu i budynku wartowni znajduje się Dział Edukacji i Wystaw oraz Dział Zbiorów i Konserwacji Centralnego Muzeum Jeńców Wojennych (ul. Muzealna 4, Łambinowice). Ze względu na modernizację budynku zamknięte zostały trzy ekspozycje stałe. Aktualnie zwiedzającym udostępniane są dwie wystawy stałe (z czego jedną na terenie Miejsca Pamięci) oraz prezentowane cyklicznie wystawy czasowe przed budynkiem muzeum. W najbliższym otoczeniu, w promieniu kilku kilometrów, znajdują się unikatowe w skali europejskiej pozostałości po dawnej zabudowie poligonowej, relikty stalagów 344 Lamsdorf oraz cmentarze jenieckie (najstarsze groby pochodzą z okresu wojny francusko-pruskiej z 1871). Cały teren został już w 1968 wpisany do rejestru zabytków jako Pomnik Pamięci Narodowej. Od 2002 roku funkcjonuje jako Miejsce Pamięci Narodowej w Łambinowicach.

## Zasoby

### Muzealia
Zbiory Centralnego Muzeum Jeńców Wojennych to gromadzone pieczołowicie przez lata pamiątki związane z jeńcami wojennymi, głównie z II wojny światowej. Należą do najcenniejszych i największych w Polsce. Liczą ponad 10 tys. obiektów. Są to przedmioty używane bądź wytworzone przez jeńców wojennych w czasie pobytu w niewoli, a także inne pamiątki w różny sposób z nimi związane, np. rzeczy należące do administracji i służby wartowniczej obozów jenieckich oraz przedmioty stworzone po wojnie w trosce o zachowanie pamięci o trudnym czasie niewoli.
Najstarsze obiekty pochodzą z I wojny światowej i dotyczą niemieckich obozów jeńców wojennych. Zasadniczym trzonem zbiorów muzeum są jednak zabytki z II wojny światowej. Większość z nich dotyczy żołnierzy polskich w niemieckim systemie jenieckim. Jest również duża liczba pamiątek z obozów internowania żołnierzy Wojska Polskiego w Rumunii i Szwajcarii. W kolekcji znajdują się ponadto nieliczne obiekty dotyczące niewoli obywateli polskich w ZSRR.

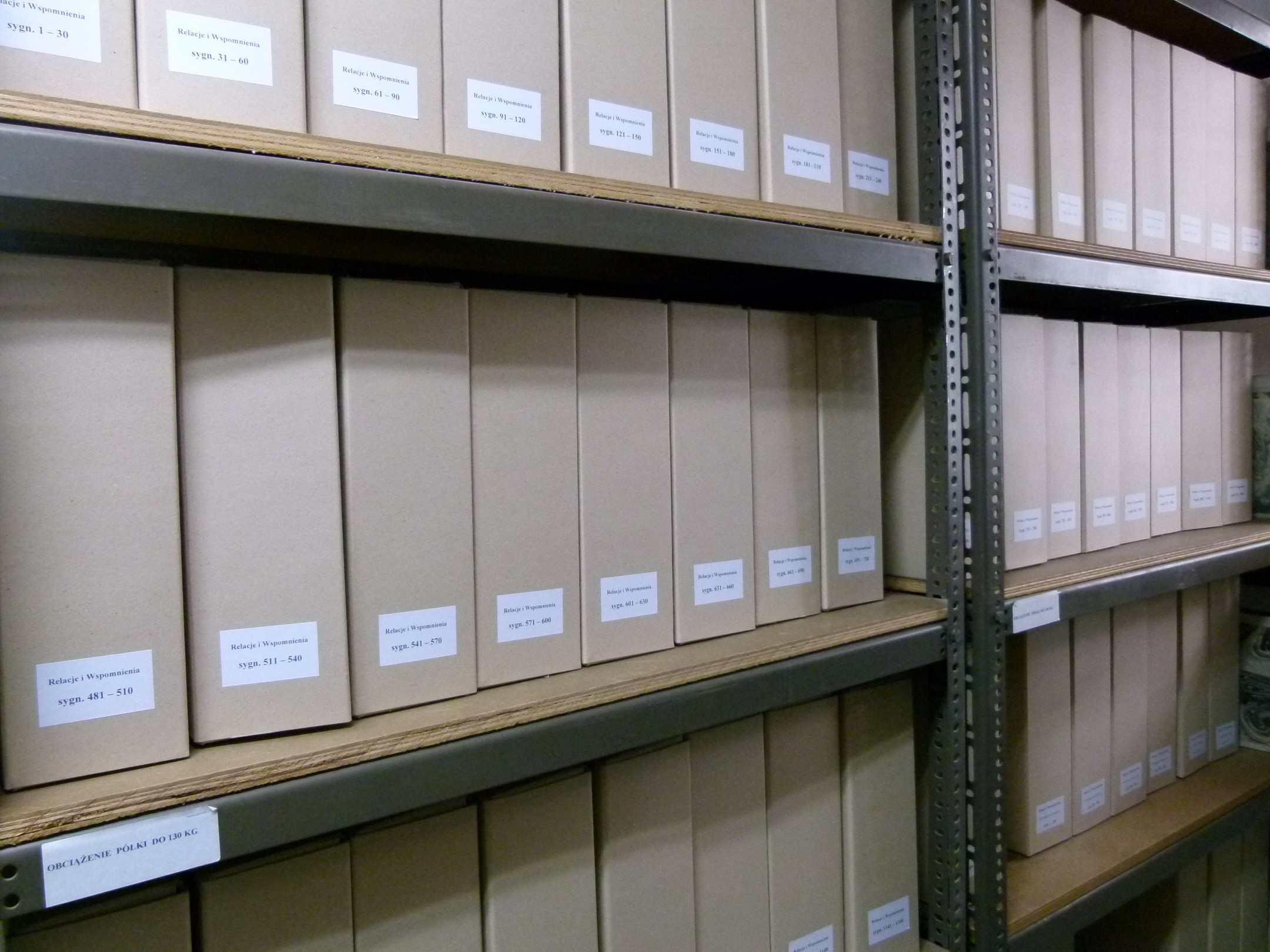
Archiwum CMJW – zbiór „Relacje i Wspomnienia”

### Archiwalia
Na zasób archiwalny Centralnego Muzeum Jeńców Wojennych składają się dokumenty dotyczące jeńców wojennych (głównie polskich), przetrzymywanych w latach II wojny światowej w obozach jenieckich na terenie III Rzeszy, a także ZSRR i w obozach dla internowanych.
Zasób tworzą: trzy zespoły archiwalne – Wehrmachtauskunftstelle für Kriegerverluste und Kriegsgefangene (Biuro Informacyjne Wehrmachtu ds. Strat Wojennych i Jeńców Wojennych), Deutsches Rotes Kreuz. Präsidium (Niemiecki Czerwony Krzyż. Prezydium) i Środowisko Podchorążych byłych Jeńców Wojennych; cztery zbiory zamknięte – Środowisko byłych Jeńców Wojennych Obozu Dössel (Klub Dösselczyków), Zbiór Józefa Kobylańskiego, Akta Mirosława Zawodnego, Zbiór Edwarda Wolskiego oraz dwa zbiory otwarte – Materiały i Dokumenty, Relacje i Wspomnienia. Archiwum posiada ponadto mikrofilmy z dokumentacją z archiwów państwowych w Moskwie, Pradze i Freiburgu, cenną fototekę oraz wideo- i fonotekę, a także zbiór kartograficzny.

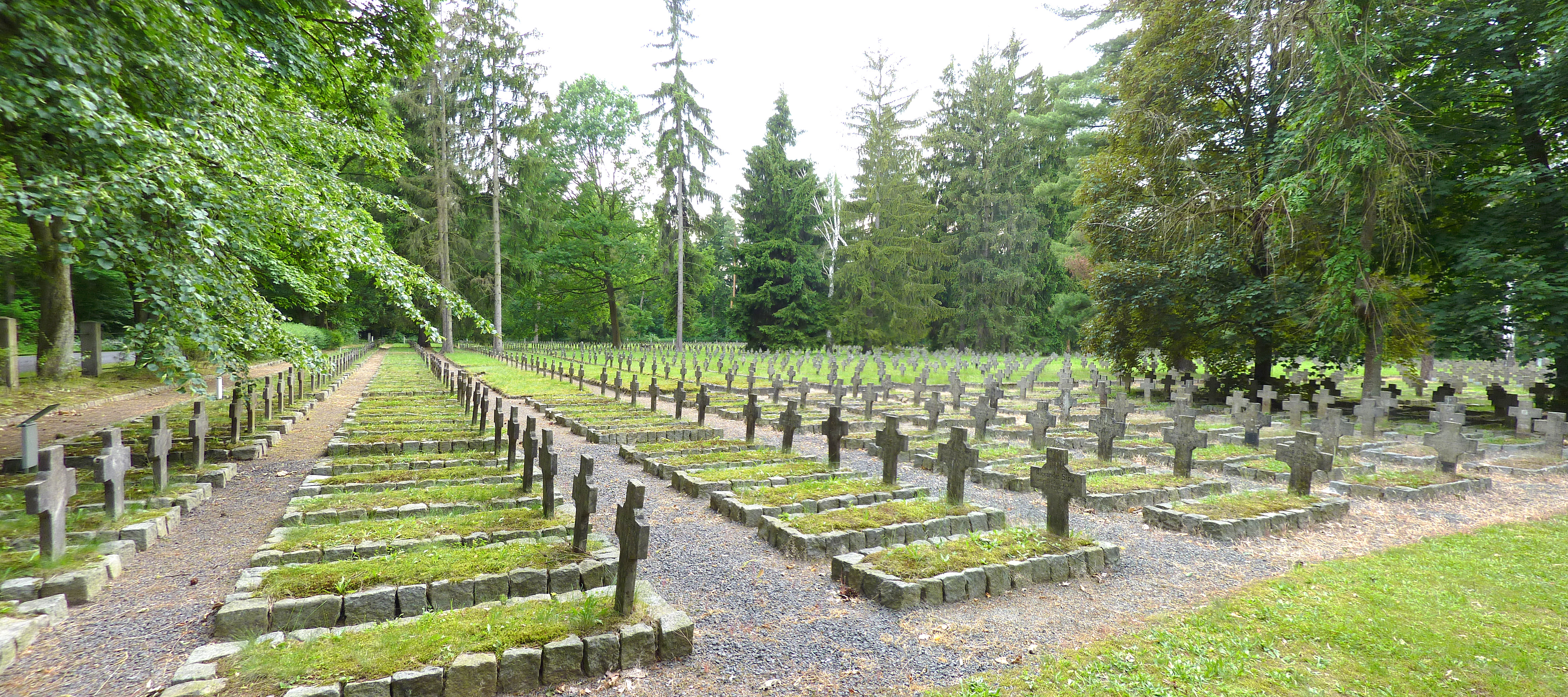
Stary cmentarz jeniecki